# Andra Kan, Dom
Andra Kan, Dom er en sang af Eddie Meduza. Sangen kan findes på albummet Gasen I Botten fra 1981. Originalversionen af sangen var først inkluderet på kassetten E. Hitler & Luftwaffe Nr. 3 Del 1 fra 1979.

## Tekst
Sangen handler om, at en vittighed kun er sjov, hvis den rigtige person trækker den. Hvis Eddie Meduza tegner en vittighed kaldes han en idiot, men hvis for eksempel Hans Alfredsson eller Povel Ramel forteller den samme vittighed, betragtes det som kæmpesjov.
Eller hvis Eddie Meduza forsøger at synge noget smukt, bliver det ikke værdsat, men hvis Roger Whithaker synger det, betragtes det som kæmpesmukt.

### Fler sange med lignende tema.
"Andra Kan, Dom" er ikke den ende sang der Errol Norstedt udtrykker utilfredshed med at ikke blive værdsat, for eksempel "Jag Vill Ha En Grammis" fra kassettudgaven af You Ain't My Friend eller sangen "Runke Min Ball" fra Väg 13 der han synger:
Men Björn Afzelius han var ju alltid jättebra (Men Björn Afzelius han var jo altid kæmpegod)
Ted Gärdestad han hade nå'nting visst han (Ted Gärdestad han havde noget han)
Och Mikael Wiehe han gör fina låtar än i da' (Og Mikael Wiehe han laver stadig dejlige sange)
Men vem minns mig när jag lagts ner i kistan? (Men hvem husker mig, når jeg lægger mig i kisten?)